# Li diuen Bodhi
|  | Per a altres significats, vegeu «Point Break (pel·lícula de 2015)». |

Li diuen Bodhi (títol original: Point break) és una pel·lícula estatunidenca de 1991, dirigida per Kathryn Bigelow. Protagonitzada per Patrick Swayze, Keanu Reeves, Gary Busey i Lori Petty en els papers principals. Ha estat doblada al català.
Va ser guardonada amb el premi MTV Movie Awards 1992 a l'actor més atractiu (Keanu Reeves).

## Argument
Johnny Utah (Keanu Reeves), un jove agent novell del FBI és destinat a Los Angeles per investigar un cas de robatoris a bancs, protagonitzats per una banda de delinqüents que es fan dir els expresidents, atès que assalten els bancs cobrint-se la cara amb màscares dels anteriors presidents del país.
El company de Johnny, Angelo Pappas (Gary Busey), sospita que els delinqüents són una banda de surfistes, teoria que es demostra en trobar diverses proves que apunten directament a aquesta possibilitat. Per a això, Johnny es fa passar per un surfista novell i coneix Tyler Endicott (Lori Petty), una surfista que acaba ensenyant-li a Johnny els fonaments del surf per poder ser acceptat en la comunitat surfista i poder així començar a investigar.
D'aquesta manera coneix a Bodhi (Patrick Swayze), un home que viu al límit, amb un estil de vida basat en l'adrenalina i amb una forma de viure la vida "poc convencional", encara que molt atractiva. A poc a poc Johnny va sent captivat per la forma de pensar de Bodhi, la qual cosa més endavant posarà en perill la seva missió.
Durant el transcurs de la pel·lícula, Johnny acaba comprenent els qui són els atracadors: Bodhi i el seu grup. Aquests atraquen bancs per poder finançar el seu estil de vida, anant d'un lloc del món a un altre any rere any a la recerca d'onades i emocions fortes.
Al final de la història, Johnny va perseguint a Bodhi per tota Oceania, fins que es troba amb ell a Bells Beach, esperant la seva onada en un gran temporal. Després d'una curta baralla, Johnny deixa lliure a Bodhi perquè cavalqui les seves onades, enmig d'un temporal immens, per poder així complir el somni de la seva vida, morint en ser aixafat per una gegantesca onada.

## Repartiment
- Patrick Swayze: Bodhi
- Keanu Reeves: Johnny Utah, agent FBI
- Gary Busey: Angelo Pappas, agent FBI
- Lori Petty: Tyler Ann Endicott
- John C. McGinley: Ben Harp, agent FBI
- James LeGros: Roach
- Sydney Walsh: Senyoreta Deer
- John Philbin: Nathanial
- Bojesse Christopher: Grommet
- Lee Tergesen: Rosie
- Julian Reyes: Álvarez, agent FBI
- Daniel Beer: Babbit, agent FBI
- Christopher Pettiet: Noi que lloga les taules de surf
- Vincent Klyn: Warchild
- Chris Pedersen: Búnker
- Anthony Kiedis: Tone